# Blauwehoofdbrug
De Blauwehoofdbrug, brug nr. 163, is een stalen boogbrug in de Verbindingsdam tussen de Rietlanden en het Java-eiland/KNSM-eiland in het Oostelijk Havengebied van Amsterdam. De brug overspant het punt waar de IJhaven overgaat in de Ertshaven. De vaste brug heeft een overspanning van 22 meter en is bestemd voor alle soorten verkeer. Er zijn aparte fiets- en voetpaden. Omdat de brug niet kan worden geopend moeten te hoge schepen omvaren via het IJ aan de noordzijde van het Java-eiland.
De Verbindingsdam was oorspronkelijk een vaste dam in het Oostelijk Havengebied en vormde de aansluiting van het zogenaamde Y-eiland (Java-eiland en KNSM-eiland) met het rangeerterrein van de Nederlandse Spoorwegen (rangeerterrein De Rietlanden en Sporenburg). Om die reden werd de dam niet recht maar schuin aangelegd omdat anders lange goederentreinen de bocht niet konden nemen.
Omstreeks 1994 werd het verlaten havengebied getransformeerd in een woonwijk. In de jaren daarvoor werd begonnen met het gebied geschikt te maken voor woningbouw en werd ook begonnen met de bouw van de brug in de Verbindingsdam. De brug werd al gelijk voorzien van tramrails alhoewel de tram daar pas in 2004 verscheen. De brug, ontworpen door Hans van Heeswijk Architecten rust op de beide uiteinden van de Verbindingsdam, bestaat uit twee gedeelten die gefaseerd zijn gebouwd omdat het verkeer tijdens de bouw moest kunnen doorrijden. In verhouding tot de overspanning heeft de brug een zeer grote breedte. Het brugdek rust op zeven dwarsbalken die zijn opgehangen aan de bogen ter plaatse van de vides in de weg. In de bogen is ook de openbare verlichting opgenomen.
Aan de noordoostzijde van de brug staat nog een restant van de oorspronkelijke bebouwing.
GVB tramlijn 7, buslijn 43 en buslijn 65 rijden over de brug.
De brug is vernoemd naar het gelijknamige vroegere bolwerk dat typisch genoeg helemaal niet in de buurt stond; Bolwerk Blauwhoofd bevond zich ter hoogte van het huidige Barentszplein, in het westelijk deel der stad. Drie andere onofficiële namen zijn Ertsbrug, en Strekdambrug of brug Verbindingsdam.

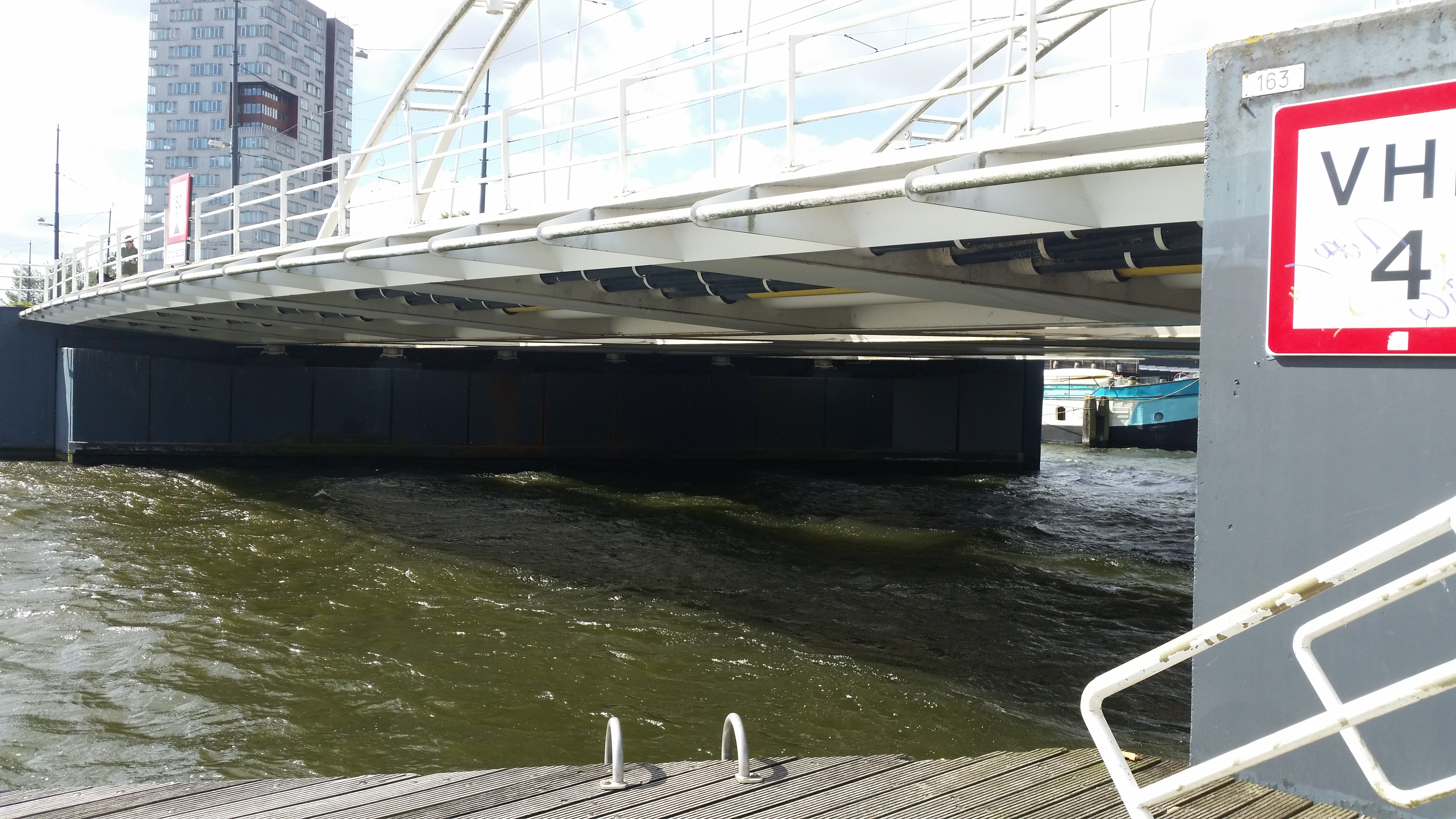
Brug gezien vanaf de onderkant (juni 2018)

<<< · 100 · 101 · 102 · 103 ·  105 · 106 · 107 · 108 · 109 ·  110 · 111 · 112 · 113 · 114 · 115 · 116 · 117 · 118 · 119 · 120 · 121 · 122 · 123 · 124 · 125 · 126 · 127 · 128 · 129 · 130 · 131 · 132 · 135 · 136 · 137 · 138 · 139 · 140 · 141 · 142 · 143 · 144 · 145 · 146 · 147 · 148 · 149 ·  150 · 151 · 152 · 155 · 156 · 159 · 160 · 161 · 162 · 163 · 164 · 165 · 166 · 167 · 168 · 169 ·  170 · 171 · 172 · 173 · 174 · 175 · 176 · 177 · 178 · 179 · 180 · 181 · 182 · 183 · 184 · 185 · 186 · 187 · 189 · 190 · 191 · 192 · 193 · 194 · 195 · 196 · 198 · 199 · >>>
Brugnummers 104, 133, 134, 153, 154, 157, 158, 188 en 197 zijn niet (meer) in gebruik.